# Karl Albrecht (Politiker, 1904)
Karl Albrecht (* 10. Januar 1904 in Lübeck; † 5. März 1974 ebenda) war ein deutscher Politiker der SPD.

## Leben
Karl Albrecht wurde als Sohn eines Straßenbahnschaffners geboren. Er besuchte bis 1921 die Oberrealschule und arbeitete im Anschluss als Bibliothekar in Lübeck. Ab 1923 war er für die sozialdemokratische Presse, unter anderem für den Lübecker Volksboten, tätig. Wegen seiner SPD-Mitgliedschaft verlor er 1933 seine Anstellung als Bibliothekar. Seitdem lebte er als Gemüsehändler. Danker und Lehmann-Himmel charakterisieren ihn in ihrer Studie über das Verhalten und die Einstellungen der Schleswig-Holsteinischen Landtagsabgeordneten und Regierungsmitglieder der Nachkriegszeit in der NS-Zeit als Protagonisten der Arbeiterbewegung und daher als „oppositionell-gemeinschaftsfremd“.
1946 wurde er Vorsitzender des SPD-Kreisverbandes und Senator in Lübeck. Außerdem gehörte er vom 26. Februar bis zum 24. Juni 1946 dem ersten ernannten Landtag von Schleswig-Holstein an. Er war dort stellvertretender Vorsitzender des Innenausschusses. 1947/48 gehörte er dem Zonenbeirat der Bizone an. 1948 schied er aus gesundheitlichen Gründen aus dem Lübecker Senatorenamt. Bis zu seinem Eintritt in den Ruhestand 1969 war er beim Statistischen Amt der Hansestadt Lübeck tätig. Albrecht wurde 1961 vom CDU-Bundestagsabgeordneten Hermann Diebäcker wegen Gotteslästerung angezeigt, weil er ein kirchenkritisches Gedicht in der Literaturzeitschrift alternative veröffentlicht hatte.
Von 1966 bis 1970 war er zusammen mit Richard Salis Mitherausgeber der Literaturzeitschrift reutlinger drucke.